# Tiro com arco nos Jogos Pan-Americanos
O Tiro com arco nos Jogos Pan-Americanos foi introduzido em 1979, em San Juan.

## Quadro de Medalhas 1979-2015
| Ordem | País           | Medalha de ouro | Medalha de prata | Medalha de bronze | Total |
| ----- | -------------- | --------------- | ---------------- | ----------------- | ----- |
| 1     | Estados Unidos | 53              | 37               | 8                 | 98    |
| 4     | México         | 4               | 8                | 21                | 33    |
| 2     | Cuba           | 3               | 4                | 8                 | 15    |
| 3     | Canadá         | 2               | 10               | 14                | 26    |
| 5     | Colômbia       | 2               | 2                | 2                 | 6     |
| 6     | El Salvador    | 0               | 1                | 2                 | 3     |
| 7     | Argentina      | 0               | 1                | 1                 | 2     |
| 8     | Chile          | 0               | 1                | 0                 | 1     |
| 9     | Brasil         | 0               | 0                | 6                 | 6     |
| 10    | Porto Rico     | 0               | 0                | 1                 | 1     |
| 10    | Venezuela      | 0               | 0                | 1                 | 1     |
| Total | 11 nações      | 64              | 64               | 64                | 192   |

## Ligações Externas
- Sports123